# Tabriquet
Tabriquet (arabiska: تابريكت) är ett arrondissement i staden Salé i Marocko. Antalet invånare var 252 277 vid folkräkningen 2014.